# Achatocarpus praecox
Achatocarpus praecox es una especie de Magnoliopsida del género Achatocarpus, de la familia Achatocarpaceae, del orden Caryophyllales.

## Distribución
Achatocarpus praecox se distribuye por Perú, Bolivia (Beni, Chuquisaca, Cochabamba, La Paz, Santa Cruz, Tarija), Brasil (Espirito Santo, São Paulo, Rio de Janeiro), Paraguay (Alto Paraguay, Paraguarí) y Argentina (Chaco, Formosa, Jujuy, Misiones, Salta, Santa Fe, Tucumán).

## Taxonomía
Fue descrita científicamente por August Heinrich Rudolf Grisebach. Fue publicado por primera vez en Abhandlungen der Königlichen Gesellschaft der Wissenschaften zu Göttingen, volumen 24, página 32 (1879).